# Lewis County (Idaho)
Lewis County is een county in de Amerikaanse staat Idaho.
De county heeft een landoppervlakte van 1.241 km² en telt 3.747 inwoners (volkstelling 2000). De hoofdplaats is Nezperce.